# Raión de Pereyáslav-Jmelnitski
Pereyáslav-Jmelnitski (en ucraniano: Перея́слав-Хмельни́цький райо́н) fue un raión o distrito de Ucrania en la óblast de Kiev. 
Comprendía una superficie de 956 km².
Su capital fue la ciudad de Pereyáslav (denominada Pereyáslav-Jmelnitski entre 1943 y 2019), dicha ciudad fue incorporada separadamente como una ciudad de importancia regional y no pertenecía al raión. El raión fue abolido el 18 de julio de 2020 como parte de la reforma administrativa de Ucrania, que redujo el número de raiones de la óblast de Kiev a siete.

## Demografía
Según estimación de 2010, contaba con una población total de 31 604 habitantes.
La última estimación de población del raión data del 2020 y señala una población de 27 019 habitantes.

## Otros datos
El código KOATUU fue 3223300000. El código postal 08410 y el prefijo telefónico +380 4567.